# قلوريا جينز كافيه
قلوريا جينز كافيه (بالإنجليزية: Gloria Jean's Coffees)‏ شركة أسترالية مختصة بالقهوة ومنتجاتها، يوجد لها أكثر من 1000 فرع في 39 دولة حول العالم (460 فرع من الـ1000 موجودة في أستراليا).

## البداية
في مدينة شيكاغو في الولايات المتحدة الأمريكية قامت Gloria Jean Kvetko في عام 1979م بإنشاء محل خاص لبيع القهوة وبعض الهدايا الصغيرة.
في عام 1995م قام بيتر ايرفين ونبي صالح بشراء العلامة التجارية بغية نقلها إلى أستراليا، ومنذ ذلك الحين بدأ قلوريا جينز كافيه با الانتشار في جميع أنحاء أستراليا.